# Granat-3
Granat-3 ( russe :  Гранат-3 ) est un drone de reconnaissance tactique russe du champ de bataille ainsi que pour cibler des cibles en temps quasi réel, utilisé par les forces armées de la fédération de Russie,.

## Données techniques
- Moteur à pistons GSP-135

- Dimensions Intervalle: 2 mètres

- Longueur: 1,5 m

- Largeur coque:0,2 m

- Hauteur: 0,4 m

- Masse Utile: 1 kg

- Maison (?): 7 kg

- Réserve de carburant: 2 litres

- Performance: 120km/h

- Vitesse de croisière: 60km/h

- Plafond: 3 500 mètres

- Plafond pratique: 1000 mètres

- Réception: 25 kilomètres

- Durée du vol:2h

## Histoire
L'Izmasz - Usine de systèmes sans pilote ( russe :  ООО Ижмаш - Беспилотные системы ) à Izhevsk a commencé le développement d'une nouvelle structure pour le compte du ministère de la Défense de la fédération de Russie. En raison des tâches qui lui ont été confiées, les concepteurs se sont concentrés sur des dimensions réduites et compactes de la structure permettant son transport facile et sa faible détectabilité. L'utilisation de solutions utilisées dans les conceptions précédentes et d'un moteur à combustion à piston unique pour entraîner l'hélice de traction a permis de réduire les coûts de production et d'exploitation.
Les drones ont été introduits dans les unités militaires de la Région militaire Centre et Sud en 2014. Dans la base militaire russe en Arménie , un drone a été utilisé en 2014 lors des tests du système Navodchik-2 . La présentation publique du drone, du poste de commande portable et du conteneur de transport a eu lieu en 2019 lors du Forum militaire et technique international « ARMIA-2019 ». Le décollage du drone s'effectue à partir d'un lanceur sur rail et l'atterrissage avec un parachute. Le moteur consomme 0,4 l de carburant par heure de vol, la durée de vie de l'ensemble de la structure est de 100 heures. Le drone peut être utilisé dans la plage de température de -30°C à +40°C,.

## Opérateur militaire
- Russie